# Ред Бјут (Вајоминг)
Ред Бјут (енгл. Red Butte) насељено је место без административног статуса у америчкој савезној држави Вајоминг.

## Демографија
По попису из 2010. године број становника је 449, што је 10 (2,3%) становника више него 2000. године.
| Група             | 2000.       | 2010.       |
| Белци             | 420 (95,7%) | 423 (94,2%) |
| Афроамериканци    | 0 (0,0%)    | 1 (0,2%)    |
| Азијати           | 2 (0,5%)    | 8 (1,8%)    |
| Хиспаноамериканци | 8 (1,8%)    | 12 (2,7%)   |
| Укупно            | 439         | 449         |